# 끄롱노현
끄롱노현(베트남어: Huyện Krông Nô)은 베트남 중부 고원 지방 닥농성의 현이다.

## 행정 구역
끄롱노현은 1시진, 11사를 관할하고 있다.

### 시진
- 닥멈 시진 (Thị trấn Đắk Mâm, 得門市鎭)

### 사
- 보온쪼아흐 사 (Xã Buôn Choah)
- 닥드로 사 (Xã Đắk Drô, 得若社)
- 닥낭사 (Xã Đắk Nang, 得能社)
- 닥소사 (Xã Đắk Sôr)
- 득쑤옌사 (Xã Đức Xuyên, 德川社)
- 남다사 (Xã Nam Đà, 南沱社)
- 남쑤언사 (Xã Nam Xuân, 南春社)
- 넘느디사 (Xã Nâm N'Đir)
- 넘눙사 (Xã Nâm Nung)
- 꽝푸사 (Xã Quảng Phú, 廣富社)
- 떤타인사 (Xã Tân Thành, 新城社)

## 볼거리
- 드라이삽 폭포

닥농성을 대표하는 가장 대표적인 관광 자원이다.
- 에아스노 호수
- 잘롱 폭포